# 南投企業聯隊
南投企業聯隊，參賽名稱為福添福嘉南鷹，是企業女子壘球聯賽的球隊之一，並連續拿下2016、2017年和2020年–2022年5季的總冠軍。

## 簡介
球隊由財團法人嘉義市私立福添福社會福利基金會與南投在地企業聯合贊助，球隊由國立暨南國際大學女子壘球隊加上南投在地選手組成，以南投鷹為名出賽。2017年嘉義市福添福社會福利基金會加入贊助，球隊改以福添福嘉南鷹為名出賽。

## 隊職員及球員名單
| 領隊   | 陳景諒 |
| 經理   | 賴信成 |
| 總教練 | 曾信彰 |
| 教練   | 江紫菱 |
| 教練   | 洪慧珊 |

## 外部連結
- 企業女子壘球聯盟：南投鷹的Facebook專頁